# Gebhardt
Gebhardt ist ein deutscher Familienname.

## Namensträger

### A
- Adam Gottlieb Gebhardt (1761–1831), deutscher Schriftsteller, Diplomat und Archivar
- Ananias Gebhardt (* 1988), namibischer Fußballspieler
- Anno von Gebhardt (1908–1978), deutscher Kaufmann und Politiker (GB/BHE)
- Ariel Gebhardt (* 1991), US-amerikanische Volleyball-Nationalspielerin
- August Gebhardt (1808–1901), evangelischer Pfarrer und Mitglied der Landstände des Großherzogtums Hessen
- Axel Gebhardt (* 1962), deutscher Komponist

### B
- Birgite Gebhardt (* 1971), deutsche Musik-Kabarettistin und Sängerin
- Bruno Gebhardt (1858–1905), deutscher Historiker

### C
- Carl Gebhardt (1881–1934), deutscher Philosoph
- Carl Martin Franz Gebhardt (1750–1813), deutscher evangelisch-lutherischer Pfarrer, Hochschullehrer, Herausgeber und Verfasser geistlicher Lieder
- Christa Gebhardt (* 1943), deutsche Tischtennisspielerin und Paralympionidin
- Christian Gebhardt (* 1990), deutscher Sänger, Moderator und Entertainer
- Conrad Gebhardt (1791–1864), deutscher Kaufmann und Politiker

### D
- Dirk Gebhardt (* 1969), deutscher Fotograf

### E
- Eduard von Gebhardt (1838–1925), deutscher Maler und Hochschullehrer
- Elke Gebhardt (* 1983), deutsche Radsportlerin
- Erich Gebhardt (Materialwissenschaftler) (1913–1978), deutscher Materialwissenschaftler
- Erich Schultze-Gebhardt (1929–2014), deutscher Heimatkundler, Heimat- und Denkmalpfleger
- Ernst Gebhardt (1832–1899), deutscher Liederdichter und Methodistenprediger
- Evelyne Gebhardt (* 1954), deutsche Politikerin (SPD)

### F
- Felix Gebhardt (* 2002), deutscher Fußballtorwart
- Ferry Gebhardt (1909–1989), englisch-deutscher Konzertpianist, Bruder von Rio Gebhardt
- Florentine Gebhardt (1865–1941), deutsche Schriftstellerin und Lehrerin
- Franz Gebhardt (Politiker) (* 1943), deutscher Politiker (CSU)
- Franz Joseph Gebhardt (1869–1945), deutscher Priester und Autor
- Franz Sales Gebhardt-Westerbuchberg (1895–1969), deutscher Maler
- Fred Gebhardt (1928–2000), deutscher Politiker (PDS)
- Frieder Gebhardt (* 1949), deutscher Politiker (SPD), Bürgermeister von Langen
- Friedrich Gebhardt (Architekt) (1852–1918), deutscher Architekt und Hochschullehrer
- Friedrich Gebhardt (1858–1917), deutscher Verleger, Inhaber des Verlages Franz Vahlen
- Friedrich Gebhardt (1919–2006), deutscher Schriftsteller, siehe Eugen Oker
- Friedrich Karl Heinrich Otto Gebhardt (1827–1888), deutscher Jurist und Politiker

### G
- Gerd Gebhardt (* 1951), deutscher Musikmanager
- Günther Gebhardt (* 1953), deutscher Autorennfahrer, Rennwagenkonstrukteur und Rennstallbesitzer
- Gustav Gebhardt (um 1870–nach 1949), deutscher Architekt

### H
- Hans Gebhardt (* 1950), deutscher Geograph
- Hans-Jürgen Gebhardt (* 1945), deutscher Rechtsanwalt
- Hartmut Gebhardt, deutscher Kommunalpolitiker
- Heiko Gebhardt (* 1942), deutscher Journalist
- Heinrich Gebhardt (Uhrmacher) (1602–1661), deutscher Uhrmacher
- Heinrich Gebhardt (Altphilologe) (1798–1868), deutscher Altphilologe und Gymnasiallehrer; MdFN
- Heinrich Gebhardt (Architekt) (1848–1916), deutscher Architekt
- Heinrich Gebhardt (Verwaltungsjurist) (1873–1955), deutscher Verwaltungsjurist
- Heinrich Gebhardt (Offizier) (1885–1939), deutscher Marineoffizier
- Heinrich Gebhardt (Designer) (* 1944), deutscher Designer
- Heinrich Georg Gebhardt (1863–1899), deutscher Maler
- Heinz Gebhardt (* 1947), deutscher Fotograf
- Helmut Gebhardt (1926–1989), deutscher Maler und Grafiker in der DDR
- Henning Gebhardt (* 1967), deutscher Diplom-Betriebswirt und Manager
- Hermann Gebhardt (1824–1899), deutscher Pfarrer und Theologe
- Hertha von Gebhardt (1896–1978), deutsche Autorin
- Hilde Linzen-Gebhardt (1890–1965), deutsche Malerin
- Hubert Gebhardt (* 1956), deutscher Fußballtorwart

### I
- Ignaz Gebhardt (1869–1946), deutscher Maler

### J
- Johannes Gebhardt (* 1969), deutscher Musiker und Komponist
- Julius Rigo Gebhardt, siehe Rio Gebhardt
- Jörg Gebhardt (* 1941), deutscher Jazzmusiker
- Jürgen Gebhardt (Journalist) (* 1942), deutscher Journalist und Fotograf
- Jürgen Gebhardt (* 1961), deutscher Badmintonspieler
- Jürgen Gebhardt (Politikwissenschaftler) (* 1934), deutscher Politikwissenschaftler

### K
- Karl Gebhardt (Maler) (1860–1917), deutscher Maler
- Karl Gebhardt (Unternehmer) (1894–nach 1954), deutscher Unternehmer
- Karl Gebhardt (Erfinder), deutscher Uhrmacher, Erfinder der Funkuhr
- Karl Gebhardt (1897–1948), deutscher Chirurg, Anstaltsleiter und SS-Gruppenführer
- Karl Max Gebhardt (1834–1915), deutscher Maler und Hochschullehrer
- Karl Paul Gebhardt (1905–1941), österreichischer Politiker (NSDAP)
- Klaus Gebhardt (* 1962), deutscher Fußballspieler
- Konrad Gebhardt (Maler) (1868–1920), deutscher Maler und Zeichner (Dresden)
- Konrad Gebhardt (1881–1937), deutscher Schauspieler
- Kurt Gebhardt (Staatssekretär), deutscher Politiker (SED)
- Kurt Gebhardt (Politiker, 1923) (1923–2015), deutscher Jurist und Politiker (FDP), Oberbürgermeister von Waiblingen
- Kurt Gebhardt (Politiker, 1929) (1929–1997), deutscher Politiker (SPD), MdL Bayern

### L
- Lisette Gebhardt (* 1963), deutsche Philologin und Japanologin
- Ludwig Gebhardt (Maler) (1830–1908), deutscher Maler
- Ludwig Gebhardt (Ornithologe) (1891–1986), deutscher Oberstudiendirektor und Ornithologe
- Ludwig Gebhardt (Fußballspieler), deutscher Fußballspieler
- Lutz Gebhardt (1952–2024), deutscher Verleger

### M
- Manfred Gebhardt (1927–2013), deutscher Journalist und Autor
- Manfred Gebhardt-Euler (1938–2018), deutscher Betriebswirt, Brauereivorstand (Brauring) und Politiker
- Marcel Gebhardt (* 1979), deutscher Fußballspieler
- Marco Gebhardt (* 1972), deutscher Fußballspieler
- Margarete Gebhardt (1870–nach 1940), deutsche Autorin und Lehrerin
- Marion Harsdorf-Gebhardt (* 1964), deutsche Juristin und Richterin
- Mark Gebhardt (* 1994), deutscher Basketballspieler
- Markus Gebhardt (* 1982), deutscher Sonderpädagoge, empirischer Bildungsforscher und Hochschullehrer
- Martin Gebhardt, Schweizer Oboist
- Martin Gebhardt (Turner) (1888–1947), deutscher Turner und Trainer
- Martina Gebhardt (* 1959), deutsche Naturkosmetik-Produzentin und Architektin
- Martina Gebhardt (Musikerin) (* ≈1965), deutsche Jazzmusikerin
- Max Gebhardt (1904–1993), deutscher Langstreckenläufer
- Michael Gebhardt (* 1965), US-amerikanischer Windsurfer
- Miriam Gebhardt (* 1962), deutsche Journalistin, Historikerin und Autorin

### N
- Norbert Gebhardt (* 1948), deutscher Physiker

### O
- Oscar von Gebhardt (1844–1906), deutscher Theologe und Bibliothekar

### P
- Peter von Gebhardt (1888–1947), deutscher Genealoge und Archivar
- Peter Gebhardt (1936–1977), deutscher Maler

### R
- Rainer Gebhardt (* 1953), deutscher Mathematiker
- Rico Gebhardt (* 1963), deutscher Politiker (Linke)
- Rio Gebhardt (1907–1944), deutscher Pianist, Dirigent und Komponist
- Ro Gebhardt (Roland Gebhardt; * 1963),  deutscher Jazzgitarrist
- Robert Gebhardt (1920–1986), deutscher Fußballspieler und -trainer
- Rüdiger  Gebhardt (* 1968), deutscher Theologe
- Rudolf Gebhardt (1894–1985), deutscher Grafiker und Maler

### S
- Sabine Gebhardt Fink (* 1966), Schweizer Lehrbeauftragte und Künstlerin
- Stefan Gebhardt (* 1974), deutscher Politiker (Linke)
- Steffen Gebhardt (* 1981), deutscher Moderner Fünfkämpfer

### U
- Ulrike Wolff-Gebhardt (1947–2016), deutsche Beamtin und Politikerin (SPD)
- Ute Gebhardt (* 1963), deutsche Fernsehjournalistin, Regisseurin und Autorin

### V
- Volker Gebhardt (* 1979), deutscher Tontechniker und Musikproduzent

### W
- Walter Gebhardt (Mediziner) (1870–1918), deutscher Arzt und Anatom
- Walter Gebhardt (Fußballspieler) (* 1945), österreichischer Fußballspieler und -trainer
- Walther Gebhardt (1906–2003), deutscher Bibliotheksdirektor
- Werner Gebhardt (Fußballspieler) (* 1925), deutscher Fußballspieler
- Werner Gebhardt (Historiker) (1925–2021), deutscher Bauingenieur und Genealoge
- Wilhelm Gebhardt (Maler) (1827–1893), deutscher Maler
- Wilhelm Gebhardt (Politiker) (1897–1974), deutscher Politiker, Bürgermeister von Crailsheim
- Willibald Gebhardt (1861–1921), deutscher Chemiker, Erfinder und Sportförderer
- Willy Gebhardt (1901–1973), deutscher Redakteur und Politiker (SED)
- Winfried Gebhardt (* 1954), deutscher Soziologe
- Winnie Gebhardt-Gayler (1929–2014), deutsche Illustratorin von Kinder- und Schulbüchern